# 夏天的尾巴電影原聲帶
鄭文堂執導的臺灣電影《夏天的尾巴》於2007年11月16日上映，《夏天的尾巴電影原聲帶》則是提前在電影上映前的11月10日發行，裡頭收錄由臺灣樂團阿飛西雅、橙草、滅火器以及電影主演鄭宜農（導演鄭文堂之女）所創作的電影背景配樂、插曲和主題曲等。

## 原聲帶簡介
電影《夏天的尾巴》大部分配樂由臺灣獨立後搖滾樂團阿飛西雅創作，其中三首配樂找了大提琴手Cheri一同錄製。而電影的女主角鄭宜農亦是導演鄭文堂的女兒，在這張原聲帶中也有五首自創的木吉他歌曲。另外還有電影裡頭客串的學長樂團橙草、高雄滅火器樂團的歌曲收錄。

## 曲目
1. 田野/ 阿飛西雅  - 01:48
2. 下雨之前/ 阿飛西雅 - 01:42
3. 想念/ 阿飛西雅 - 01:44
4. 河那邊/ 阿飛西雅 - 02:17
5. 沒有為什麼/ 阿飛西雅 - 01:17
6. 喜歡/ 阿飛西雅 - 02:23
7. 要踢球嗎？/ 阿飛西雅 - 01:39
8. 我們的秘密/ 阿飛西雅 - 01:42
9. 愛的墮落/ 阿飛西雅 - 03:43
10. 選擇/ 阿飛西雅 - 03:52
11. This is a Go/ 阿飛西雅 - 05:06
12. And Go/ 橙草 - 05:19
13. 世界的樣子/ Enno+滅火器樂團 - 04:32
14. Pass Away/ 滅火器樂團 - 03:37
15. 夏天的尾巴/ Enno+阿飛西雅 - 03:59
16. 給親愛的你/ Enno - 05:16
17. 小小的我/ Enno - 05:08
18. Boys/ Enno - 04:23

## 來源
1. ↑  .   [2009-10-14]. （原始内容存档于2009-10-28）.

## 相關網站
- 阿飛西雅網站 （页面存档备份，存于）
- 夏天的尾巴電影原聲帶 （页面存档备份，存于）
- 阿飛西雅的Indievox